# Collecte des eaux
Un système de collecte des eaux emploie des canalisations souterraines qui transportent l'eau après son utilisation par les consommateurs. Les réseaux de collecte peuvent être unitaires, c'est-à-dire qu'ils collectent et traitent les eaux de pluie et les eaux usées, ou séparatifs.